# Uniwersytet Brandeisa
Uniwersytet Brandeisa (ang. Brandeis University) – amerykańska uczelnia niepubliczna z siedzibą w Waltham w stanie Massachusetts. Powstała w 1948 roku, a jej patronem jest zmarły siedem lat wcześniej Louis Dembitz Brandeis, pierwszy w historii Żyd powołany w skład Sądu Najwyższego Stanów Zjednoczonych. 

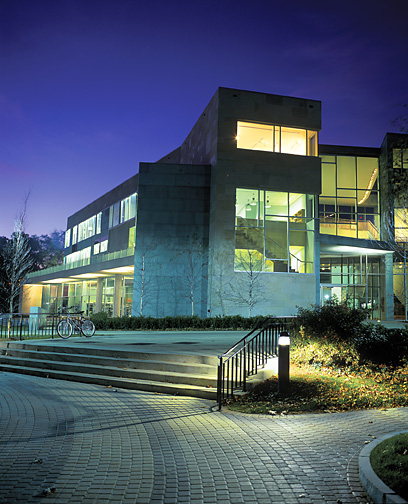
Shapiro Campus Center

Instytucja kształci około 5 tysięcy studentów, z czego mniej więcej dwie trzecie stanowią uczestnicy studiów licencjackich, a pozostałą część magistranci i doktoranci. Zatrudnia na pełnym etacie około 330 pracowników naukowych, a kolejnych 140 wykładowców współpracuje z nią w niepełnym wymiarze godzin. 
Uniwersytet należy do NCAA Division III, gdzie jego 11 drużyn sportowych rywalizuje w University Athletic Association. Zespoły te występują jako Brandeis Judges (Sędziowie), a ich maskotką jest sowa trzymająca sędziowski młotek.